# Хишам Назер
Хишам Мухиэддин Назер (араб. هشام بن محيي الدين ناظر‎; 31 августа 1932, Джидда — 14 ноября 2015, США) — министр нефти и минеральных ресурсов Саудовской Аравии и первый председатель правления нефтяной компании ARAMCO, позже переименованной в Saudi Aramco. Он был одной из ключевых фигур в развитии внутренней политики Саудовской Аравии. С 2005 по 2011 год Назер был послом Саудовской Аравии в Египте.

## Ранняя биография и образование
Хишам Назер родился в Джидде в 1932 году в одной из влиятельнейших семей города. Он учился в колледже Виктории в египетской Александрии. Назер получил степень бакалавра искусств в области международных отношений и степень магистра искусств в области политологии в Калифорнийском университете в Лос-Анджелесе (UCLA), а в 1958 году там же окончил магистратуру.

## Карьера
Свою карьеру Назер начинал в Министерстве нефти Саудовской Аравии. Он был в числе «перспективных молодых технократов» при Абдулле Тарики, первом саудовском министре нефти, который сделал его помощником генерального директора директората нефти и минеральных ресурсов в 1958 году. Назер был отправлен в Венесуэлу в 1960 году для изучения состояния международных нефтяных дел. Кроме того, Хишам Назер представлял Саудовскую Аравию на учредительных собраниях ОПЕК в 1961 году. Затем он занимал пост заместителя министра нефти Ахмеда Заки Ямани до 1968 года.
Затем Назер был назначен главой Центрального планового управления. В 1975 году оно было реорганизовано в отдельное Министерство планирования, а Назер возглавил его. Он активно занимался первыми пятью планами развития Саудовской Аравии и внёс весомый вклад в формирование концепции двух крупнейших промышленных городов Саудовской Аравии: Эль-Джубайля и Янбу-эль-Бахра. Кроме того, Назер руководил строительством и управлением этими объектами. Затем он стал главой королевской комиссии по Эль-Джубайлю.
Хишам Назер был назначен исполняющим обязанности министра нефти и минеральных ресурсов королём Фахдом 30 октября 1986 года, заменив на этом посту Ахмеда Заки Ямани. 24 декабря того же года он стал третьим министром нефти Саудовской Аравии после Абдуллы Тарики и Заки Ямани. Назначение Назера было расценено как сдвиг в политике Саудовской Аравии в отношении цен на нефть и её добычи. Несмотря на новую должность Назер продолжал оставаться министра планирования до 1991 года. На посту же министра нефти он продержался до августа 1995 года, когда его сменил Али аль-Наими.
Хишам Назер стал председателем правления компании Aramco, заменив Джона Кельберера, в апреле 1988 года. Назер стал первым саудовцем на этом посту. После своего назначения он начал рационализировать деятельность компании и национализировать её из-за низкой рентабельности для Саудовской Аравии, так как компания была зарегистрирована в США. Таким образом, она была национализирована и переименована в Saudi Aramco 8 ноября 1988 года.
В 2005 году новый король Саудовской Аравии Абдалла назначил его послом страны в Египте. В марте 2011 года король уволил его из-за конфликта посла с саудовской женщиной в аэропорту Каира во время египетской революции в феврале 2011 года На этой должности Назера сменил Ахмед ибн Абдулазиз Каттан.

## Личная жизнь и смерть
Назер был также известен как поэт и футбольный болельщик. Он умер 14 ноября 2015 года в возрасте 83 лет в США.

### Публикации
В 1998 году была опубликована книга Хишама Назера под названием Power of a Third Kind. Она была написана на английском языке, выпущена издательством Praeger и была посвящена влиянию электронной эры во главе с Западом на мир.